# 集外三十六歌仙
集外三十六歌仙（しゅうがいさんじゅうろっかせん）は、室町時代から江戸時代初頭にかけての歌人を三十六歌仙に倣って取り上げたもの。「集外」は二十一代集に載せられなかったという意味である。後水尾天皇の勅撰と伝えられる。
公家歌人が撰ばれず、武将歌人や連歌師が多いのが特徴である。
姫路市立美術館に、酒井抱一が描いた集外三十六歌仙の画帖が収蔵されている。

## 一覧
| - 1.東常縁 - 2.津守国豊 - 3.浄通尼 - 4.宗長 - 5.宗碩 - 6.永閑 - 7.正徹 - 8.正広 - 9.兼載 - 10.太田持資 - 11.三好長慶 - 12.宗養 | - 13.伊達政宗 - 14.兼与 - 15.里村玄陳 - 16.佐川田昌俊 - 17.尚証 - 18.木下長嘯子 - 19.宗祇 - 20.心敬 - 21.桜井基佐 - 22.牡丹花肖柏 - 23.蜷川親当 - 24.安宅冬康 | - 25.里村紹巴 - 26.宗牧 - 27.細川幽斎 - 28.心前 - 29.毛利元就 - 30.北条氏康 - 31.武田信玄 - 32.北条氏政 - 33.今川氏真 - 34.里村昌叱 - 35.小堀政一 - 36.松永貞徳 |